# Sechs Schwedinnen auf Ibiza
Sechs Schwedinnen auf Ibiza, auch 6 Schwedinnen auf Ibiza, ist ein Sexploitationfilm und in einer anderen Version Pornofilm des Schweizer Produzenten Erwin C. Dietrich aus dem Jahr 1981.

## Handlung
Sechs Schwedinnen sind auf dem Weg nach Ibiza, um dort Sonne, Strand und Sex zu genießen. Da Kerstin für die Fahrt auf der Fähre von Barcelona nach Ibiza die Pässe und das Geld aller anderen in Verwahrung nimmt, dann aber mit einem Matrosen schläft und nach der Ankunft in Ibiza eilig die Kajüte verlässt, ohne sie mitzunehmen, sind die Schwedinnen zunächst auf die Unterstützung von Carie angewiesen. Sie gewährt den sechs Schwedinnen freie Kost und Logis in einer abgelegenen Finca. Um wieder zu Geld zu kommen, besorgen sich die Mädchen Jobs, was ihnen aufgrund ihrer Aufgeschlossenheit in Sachen Sex nicht allzu schwerfällt. Nachdem sich die sechs Urlauberinnen mit verschiedenen Arbeiten als Reiseleiterin, Nachtclub-Tänzerin oder Verkäuferin in einer Modeboutique betätigt haben, stößt schließlich wieder zufällig der Matrose mit den Pässen und dem Geld auf sie, der inzwischen die Hotels und Lokale nach ihnen abgesucht hat. Auf einer Yacht veranstalten die Schwedinnen und ihre Liebhaber dann eine Orgie.

## Hintergrund
- Der Sexfilm-Pionier Erwin C. Dietrich hat bereits sehr früh Pornofilme produziert. Bei „6 Schwedinnen auf Ibiza“ handelt es sich um einen dieser Filme von Dietrich.

- Es existieren unterschiedliche Versionen (Softcore und Hardcore) des Films. Diese beiden Versionen wurden bereits auf Ibiza gedreht. In die bundesdeutschen Kinos kam nur die softe Version.[1] Die Uraufführung erfolgte am 30. Oktober 1981.

## Kritik
Das Lexikon des internationalen Films sah nur einen langweiligen Sexfilm mehr.